# Université Graceland
Pour les articles homonymes, voir Graceland (homonymie).
L'université Graceland (en anglais : Graceland University) est une université privée américaine regroupant 150 enseignants et 2 350 étudiants fondée en 1895 sous le nom de Lamoni College. L'université gère des campus à Lamoni (Iowa) et Independance (Missouri). Bien que non religieuse, elle est affiliée à la Communauté du Christ, un des mouvements issus du mormonisme.
Le campus principal se trouve à Lamoni. Il offre l'accès à 43 majors et à 60 degrés différents. Les bâtiments les plus remarquables du campus sont : Higdon Administration Building, Roy A. Cheville Chapel, Closson Physical Education Center, Frederick Madison Smith Library et Shaw Center.
Le campus d'Independance abrite l'école d'infirmiers, les licences et graduats en enseignement et le séminaire de la Communauté du Christ. Il abrite également le Center for the Study of the Korean War, la plus large archive au sujet de la guerre de Corée aux États-Unis.
En 1995, l'université acquiert SkillPath, spécialisée en formation en entreprise, proposant des séminaires aux États-Unis, au Canada, en Australie, en Nouvelle-Zélande et au Royaume-Uni. Depuis ses débuts, SkillPath a donné 20 000 sessions à plus de 500 000 étudiants dans 450 villes.
Le 15 juillet 2007, John D. Sellars devient le 17e président de Graceland, succédant à Steven L. Anders.